# Konventionen om hemarbete
Konventionen om hemarbete (ILO:s konvention nr 177 om hemarbete, Home Work Convention) är en konvention som antogs av Internationella arbetsorganisationen (ILO) den 20 juni 1996. Konventionen syftar till att hemarbetare ska ha samma anställningsvillkor som övriga arbetstagare.
I juli 2014 hade 10 av ILO:s 183 medlemsstater raticiferat konventionen.